# Сверчевский, Пётр
Пётр Ярослав Сверчевский (пол. Piotr Jarosław Świerczewski; 8 апреля 1972 года, Новы-Сонч) — польский футболист, центральный полузащитник. Известен по выступлениям за французские клубы «Сент-Этьен», «Бастия», «Олимпик Марсель» и сборную Польши. Участник чемпионата мира 2002 года, серебряный призёр Олимпиады 1992 года. После завершения карьеры футболиста тренировал ряд польских клубов. Младший брат профессионального футболиста, игрока сборной Польши Марека Сверчевского.

## Клубная карьера
Сверчевский является воспитанником клуба «Сандецья», в профессиональном футболе дебютировал в клубе «Катовице», в составе которого провёл 5 лет. В 1993 году он перешёл во французский «Сент-Этьен», во французском чемпионате Сверчевский провёл большую часть своей карьеры, отыграв за французские клубы в общей сложности 10 сезонов, наиболее продолжительное время он провёл в «Бастии». В 2003 году Сверчевский вернулся в польский чемпионат, за клубы которого играл до 2010 года, при этом за это время он сменил множество клубов, нигде ни задерживаясь дольше чем на один сезон.

## Карьера в сборной
В составе национальной сборной Сверчевский дебютировал 26 ноября 1992 года в матче со сборной Аргентины. Всего в составе сборной провёл 70 матчей, в которых забил 1 гол. Стал серебряным призёром Олимпиады 1992 года. Принимал участие в чемпионате мира 2002 года.

## Тренерская карьера
После завершения карьеры футболиста Сверчевский стал тренером в клубе «Знич», в дальнейшем тренировал клубы «Лодзь» и «Мотор» (Люблин).

## Достижения
«Катовице»
- Обладатель Кубка Польши (2): 1990/91, 1992/93
- Обладатель Суперкубка Польши: 1991

«Бастия»
- Победитель Кубка Интертото: 1997

«Лех»
- Обладатель Кубка Польши: 2003/04
- Обладатель Суперкубка Польши: 2004

«Дискоболия»
- Обладатель Кубка Польши: 2006/07
- Обладатель Кубка Экстраклассы (2): 2007, 2008

Сборная Польши
- Серебряный призёр Олимпийских игр: 1992